# Trockenrasen bei Heiligenkreuz
Der Schulmeisterkogel ist ein 364 m ü. A. hoher Berg nördlich von Heiligenkreuz im Wienerwald in Niederösterreich.
Der Schulmeisterkogel ist eine kleine Kuppe aus Kalkstein und auf seinen nach Norden exponierten Lagen zugleich ein Standort für Trockenrasen. Über den Schulmeisterkogel verläuft die Außenring-Autobahn, deren Rastplatz weite Teile der Kuppe einnimmt. Sein nördlicher Abfall  besteht aus Trockenrasen, Trockenwiesen und Waldsäumen bei einem sehr artenreichen Hainbuchen-Niederwald. Im Süden hat der Rastplatz die hierher gewandten Teile des Trockenrasens zerstört hat oder bedroht diesen. Die Entscheidung für den Verlauf der Autobahn über den Schulmeisterkogel fiel bereits im Jahr 1939 und ohne Einbeziehung von naturräumlichen Aspekten.